# Swingujeme, rejdíme
Swingujeme, rejdíme je úspěšné studentské představení žáků z oddělení populární hudby v oboru populární zpěv na Pražské konzervatoři. Autorkou představení je Vlasta Žehrová. Jedná se o muzikálové divadelní představení, ve kterém v podání 18 herců zazní 19 písní z éry českého swingu. Představení se hrálo v Divadle Na Rejdišti.
Představení mělo premiéru 7. února 2014 (v den zahájení Zimních olympijských her v Soči). Divadlo Na Rejdišti, mající kapacitu cca 110 míst, bylo na tento projekt pokaždé velice slušně zaplněné (většinou vyprodané). Představení se hrálo ve školních letech 2014/2015 a 2015/2016... Derniéra proběhla 17. března 2016.

## Text pozvánky na představení/

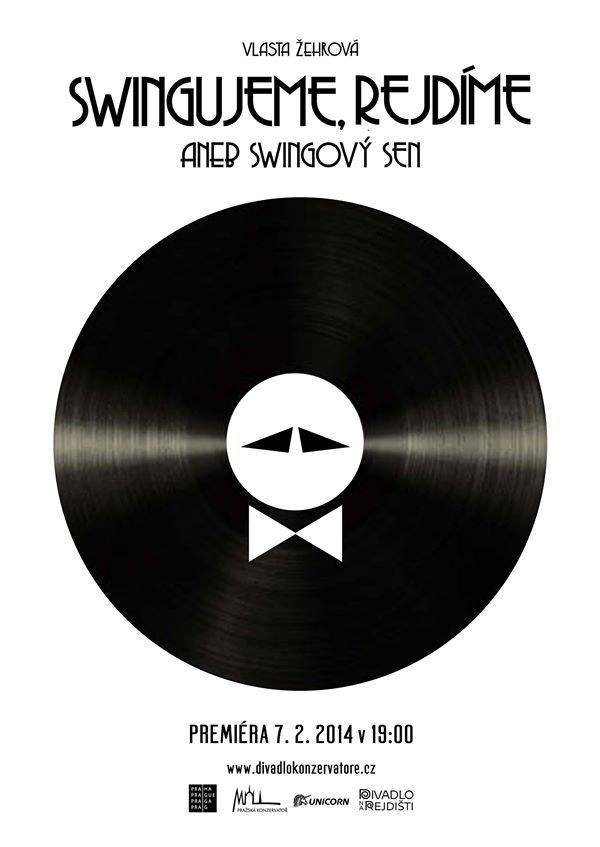
Plakát představení (autor: Petra Krčmářová)

„Swingujeme, rejdíme“: Představení Pražské konzervatoře – Oddělení populární hudby, v Divadle Na Rejdišti:
- V „retro stylu“ zazní 19 českých swingových písní z období let 1937–1949.Inspirováni historickými fakty jsme nechtěli pouze mapovat vývoj českého swingu, ale hravou formou s jistou nadsázkou, přiblížit éru swingu, elegance, gentlemanství a radosti ze života. Nechte se okouzlit příběhy, humornými situacemi a vztahy pěveckých legend a hvězd, které uvidíte v dobových kostýmech, účesech i líčení. Za doprovodu swingové kapely „Šafrboys“ uvidíte studenty z různých ročníků oddělení, kteří nejen zpívají, ale také tančí dobové tance, např.: Lindy Hop, Charleston a stepují. Přijďte s námi prožít retro večer ve stylu 40. let.

## Tvůrčí tým
- režie: Vlasta ŽEHROVÁ
- choreografie: Kateřina STEINEROVÁ
- hudební nastudování, korepetice: Jakub ŠAFR
- scéna, kostýmy: Petra KRČMÁŘOVÁ
- asistent režie: Lukáš PEČENKA
- asistenti choreografie: Zdeněk PILECKÝ, Štěpán JORDÁNEK

## Herecké obsazení
- STUDENT ADAM: Adam KOUBEK
- STUDENTKA BÁRA: Barbora ŠAMPALÍKOVÁ
- KONFERENCIÉRKA: Anna J. SLOVÁČKOVÁ, /4. Allanka/
- KONFERENCIÉR: Daniel PINC, /LIŠÁK/

### Bajo trio
- 1. BAJO: Tereza NÁLEVKOVÁ
- 2. BAJO: Karolína STASIAKOVÁ
- 3. BAJO: Radka ŘÍHOVÁ

### Sestry Allanovy
- 1. ALLANKA: Tereza CHOVÍTOVÁ
- 2. ALLANKA: Lenka ŠVESTKOVÁ
- 3. ALLANKA: Karolína FIŠEROVÁ

### Ostatní
- INKA ZEMÁNKOVÁ: Anna DANILUKOVÁ
- INKA ZEMÁNKOVÁ č.2: Karolina STASIAKOVÁ
- ARNOŠT KAVKA: Filip HOŘEJŠ
- JIŘÍ TRAXLER: Štěpán PILLER, /LIŠÁK/
- ZDENA VINCÍKOVÁ: Karolína KAŇKOVÁ
- R.A.DVORSKÝ: Jiří ČERNÝ, /LIŠÁK, číšník/
- MADAME: Karolína KAŇKOVÁ
- GUSTAV BROM: Pavel NEDVĚD
- KAREN OSTRÁ: Vojtěch JANÁK
- OPRAVÁŘ: Vojtěch JANÁK
- SVAČINÁŘ, LIŠÁK: Miroslav KAPLAN
- SVÁŘEČ: Vojta JANÁK
- ŽENA ROLNICE: Karolina STASIAKOVÁ

### Kapela
- pianino: Jakub ŠAFR
- housle: Pavel ŠVESTKA
- kytara: Vojtěch HAVELKA
- kontrabas: Jan GREIFONER

## Zajímavosti
- Představení již navštívily některé známé osobnosti české kulturní scény. Za zmínku stojí: Dagmar Patrasová, Felix Slováček starší, Jitka Molavcová, Jiří Suchý, Yvetta Simonová, Lumír Olšovský, Vít Sázavský, Leona Machálková, Aleš Cibulka, Ondřej Brousek či Ondřej Havelka.
- V tomto projektu účinkuje dcera Dagmar Patrasové a Felixe Slováčka staršího Anna Julie Slováčková.
- Ženskou roli Karen Ostré hraje muž Vojtěch Janák.
- Herci a zpěváci byli díky angažování se paní režisérky pozváni na Mezinárodní festival hudebních škol z celého světa v Belfortu ve Francii ve dnech 6. – 8. června 2014.[2][3]
- Paní režisérka Vlasta Žehrová již vícekrát dělala představení propagaci v České televizi.[4][5][6]
- Ve hře účinkuje herec-kytarista a zároveň syn známého swingaře Ondřeje Havelky Vojtěch Havelka.